# 4842 Atsushi
4842 Atsushi eller 1989 WK är en asteroid i huvudbältet som upptäcktes den 21 november 1989 av de båda japanska astronomerna Seiji Ueda och Hiroshi Kaneda i Kushiro. Den är uppkallad efter den japanske amatörastronomen Atsushi Takahashi.
Asteroiden har en diameter på ungefär 4 kilometer.